# Pandivere
Pandivere est un village d'Estonie situé dans la commune de Väike-Maarja du comté de Viru-Ouest.
Le village a donné son nom à la Chaîne de Pandivere, principale chaîne de collines d'Estonie.